# ケープ・フィアー族
ケープ・フィアー族（英:Cape Fear Indians）はアメリカ合衆国のアルゴンキン語族に属するインディアンの小部族。ノースカロライナのケープ・フィアー川（現在のカロライナ・ビーチ・ステイト・パーク）周辺に住んでいた。
ケープ・フィアー族はChicoraとも呼ばれた。彼らの住む集落のうち唯一 Necoesだけは名が知られている。 入植者はNecoesが現在のノースカロライナ州ブランズウィック郡、ケープ・フィアー川の河口から約20マイルほどの場所に位置するということを記録している。
1600年時点での人口は1,000人程と見積もられている。 1975年の人口調査では206人であった。
一部は1712年にジョン・バーンウェルの元で タスカローラ族と戦った。 
残りは1725年まで居住地を残されていた。グラアム、ブライアントの、ジェーコブ、ボウエン、ヤング、レースウェル、フリーマン、ブラウン、ムーア、スポールディング、ブランク、ウェッブ、キャンベルなど多くの姓があった。